# Tor Espen Kristiansen
Tor Espen Kristiansen (* 7. Juli 1970) ist ein ehemaliger norwegischer Biathlet.
Tor Espen Kristiansen gewann bei den Biathlon-Europameisterschaften 1994 in Kontiolahti die Goldmedaille im Einzel vor Bertrand Muffat-Joly und Ville Räikkönen. Er war damit der erste Biathlon-Europameister überhaupt. Beim Biathlon-Weltcup 1994/1995 kam er in Lillehammer zu zwei Einsätzen, bei denen er als 15. des Einzels Weltcuppunkte gewann, weitere als 32. des Sprints jedoch verpasste.
National gewann er bei norwegischen Meisterschaften zwischen 1991 und 1999 zehn Medaillen, darunter fünf Titel, viermal mit der Staffel und einmal mit der Mannschaft der Region Troms. 1995 feierte er in Fet die Doppelmeisterschaft mit Mannschaft und Staffel. Zu seinen Teamkollegen gehörten hier Stig-Are Eriksen, Terje Aune und Bjørn Tore Berntsen. Größter Erfolg in einem Einzelrennen war ein dritter Platz in einem Sprintrennen bei den Norwegischen Meisterschaften im Biathlon 1992 in Skrautvål hinter Jon Åge Tyldum und Gisle Fenne.